# 922
922(구백이십이)는 921보다 크고 923보다 작은 자연수다.

## 수학
- 합성수로, 그 약수는 1, 2, 461, 922이다. 진약수의 합은 464이므로, 922는 부족수다.
  - 277번째 반소수다. 앞의 반소수는 921, 다음 반소수는 923이다.
- {\displaystyle 922=9^{2}+29^{2}}
  - 서로 다른 두 자연수의 제곱합으로 나타낼 수 있는 수다.
- {\displaystyle 93^{10}-1}은 922로 나누어떨어진다.

## 과학
- NGC 922(영어판): 화로자리 방향에 있는 특이은하.

## 교통

### 철도
- 서울 지하철 9호선 신반포역의 역번호.

### 도로
- 922번 지방도: 경상북도 문경시 가은읍 완장리에서 갈전리까지 이어지는 대한민국의 지방도.

## 군사
- U-922(영어판): 제2차 세계 대전에 사용된 나치 독일의 군용 잠수함.

## 문화유산
- 대한민국의 보물 제922호: 상주 남장사 보광전 목각아미타여래설법상

## 기타
- 날짜: 9월 22일
- 연도: 922년, 기원전 922년